# Yatsushiro General Gymnasium
Yatsushiro General Gymnasium er en indendørs multiarena i Yatsushiro, Japan, med plads til 2.400 tilskuere til håndboldkampe.
Arenaen blev benyttet under VM i håndbold 2019 for kvinder, hvor nogle af gruppekampene blev spillet.